# Torre del Pla de la Casa
La torre del Pla de la Casa, també conegut com a castell de Xeroles, és un castell situat al municipi de Fageca (el Comtat), a la muntanya de la Serrella, a 1359 m. d'altitud, sent el castell més alt de la província d'Alacant.

## Història
L'antic terme de Seta, que actualment està desaparegut, abans de la Reconquesta abraçava els actuals termes de Tollos, Fageca i Famorca. Seta, segons les fonts de la conquesta, contenia la construcció musulmana del castell de Xeroles. És per això que es creu que és probable que aquesta torre siga aquest castell perdut.
Únicament es conserven quatre referències històriques del castell. El 22 de maig de 1258, Gonzalvo Ferrández de Medrano ven les rendes dels castells de Seta i Cherolins per dos anys per 1200 besants. El 15 de juny de 1258, al mateix Gonzalvo Ferrández se li donen 15 jovades al terme de Cherolles. El 4 d'abril de 1259 se li dona una ordre a Gonzalvo Ferrández, alcaid de Cheroles, perquè retinga les rendes del castell amb una quantitat superior a l'oferta pel millor postor. Finalment, Jaume I dona a Bella i al seu fill Roger de Llúria, les propietats del castell de Cherolles i Seta com a heretat franca.
Al castell únicament s'han trobat restes d'època musulmana, per tant fa pensar que el castell fou abandonat poc després de la conquesta. A partir d'aleshores no torna a aparèixer citat mai més a les fonts.

## Estat actual
La construcció és una torre de planta rectangular de 7,60x3,80 m., bastida de maçoneria i lluïda per una capa de morter de calç. El màxim d'altura assolit per un dels murs és de 0,85 m. Es troba en un estat de runa total.

## Accés
Com s'ha dit abans, el castell es troba en la Serrella, a 1359 m. d'altitud, prop del cim de Pla de la Casa.